# Swing Journal
Swing Journal was het grootste en lange tijd het enige Japanse jazztijdschrift, dat werd opgericht in 1947, maandelijks verscheen en alleen in het Japans (met Engelse opschriften). Het telde wereldwijd als een van de vooraanstaande jazztijdschriften, in het bijzonder omdat Japan voor jazz een belangrijke markt was, maar ook vanwege de kwaliteit van de inbreng. Bovendien had het de grootste oplage van alle jazztijdschriften wereldwijd (in 2002 rond 125.000). De omvang van de individuele boekwerken is ongeveer 350 bladzijden, waarbij ook vaak discografieën van jazzmuzikanten werden gepubliceerd met de foto's van alle platencovers. Bekend is het tijdschrift ook voor zijn goede aankleding met foto's. De berichtgeving omvat alle jazzstijlen, waarbij ook bekende Amerikaanse jazzcritici als Dan Morgenstern, Leonard Feather, Gary Giddins, Ira Gitler en Howard Mandel tot de auteurs telden. Net als andere bekende jazztijdschriften als Down Beat hanteerde het tijdschrift critici- en lezerspolls en kenden ze een Gold Disc Award toe voor albums.
Het tijdschrift werd in juli 2010 na meer dan 60 jaar wegens ontbrekende reclame-inkomsten stopgezet.
Uitgevers waren onder andere Yasuki Nakayama, Bunichi Murata (1948–1999) en Kiyoshi Koyama (1936–2019). De zetel van het tijdschrift bevond zich in Tokio. 